# 1958 au Vatican
Chronologie du Vatican
- 1954
- 1955
- 1956
- 1957
- 1958
- 1959
- 1960
- 1961
- 1962

Cette page concerne les évènements survenus en 1958 au Vatican  :

## Évènement
- 9 octobre : Mort du pape Pie XII à Castel Gandolfo
- 25-28 octobre : Conclave
- 28 octobre : Élection du pape Jean XXIII.